# Ostoja Kroczycka
Ostoja Kroczycka, lze přeložit do češtiny asi jako Kročické útočiště, je chráněná přírodní oblast stanovišť sítě Natura 2000 na vysočině Wyżyna Częstochowska (Čenstochovská jura ) patřící do pohoří/vysočiny Wyżyna Krakowsko-Częstochowska (Krakovsko-čenstochovská jura), která je geografickou součástí nadcelku vysočiny Wyżyna Śląsko-Krakowska v Polsku. Jádrem ochrany jsou čtyři skalní oblasti: Skały Rzędkowickie, Skały Morskie, Skały Podlesickie a Skały Kroczyckie. Plocha krasové oblasti s četnými skalními útvary, jeskyněmi a přilehlými lesy je 1391,2 ha.
Ostoja Kroczycka se nachází v okrese Zawiercie (gmina Zawiercie, gmina Kroczyce a gmina Włodowice) a okrese Myszków (gmina Niegowa) ve Slezském vojvodství.

## Příroda
Předmětem ochrany jsou především kalcifilní a xerotermní přírodní společenstva rostlin a živočichů, netopýři, glaciální relikty a pod. Ostoja Kroczycká je součástí krajinného parku Park Krajobrazowy Orlich Gniazd. Plocha je z 82% pokryta lesy. Nachází se zde také přírodní rezervace Góra Zborów.

## Geologie
Vápencové skalní útvary a krasové útvary jsou pozůstatkem pravěkého moře a následného procesu zvětrávání a eroze. Významné jsou také spraše pocházející z období doby ledové.

## Další informace
Místo je také významným horolezeckým a speleologickým terénem Polska. Velmi oblíbené jsou také zdejší turistické trasy, cyklotrasy a běžkařské tratě, např. Szlak Orlich Gniazd aj.

## Galerie

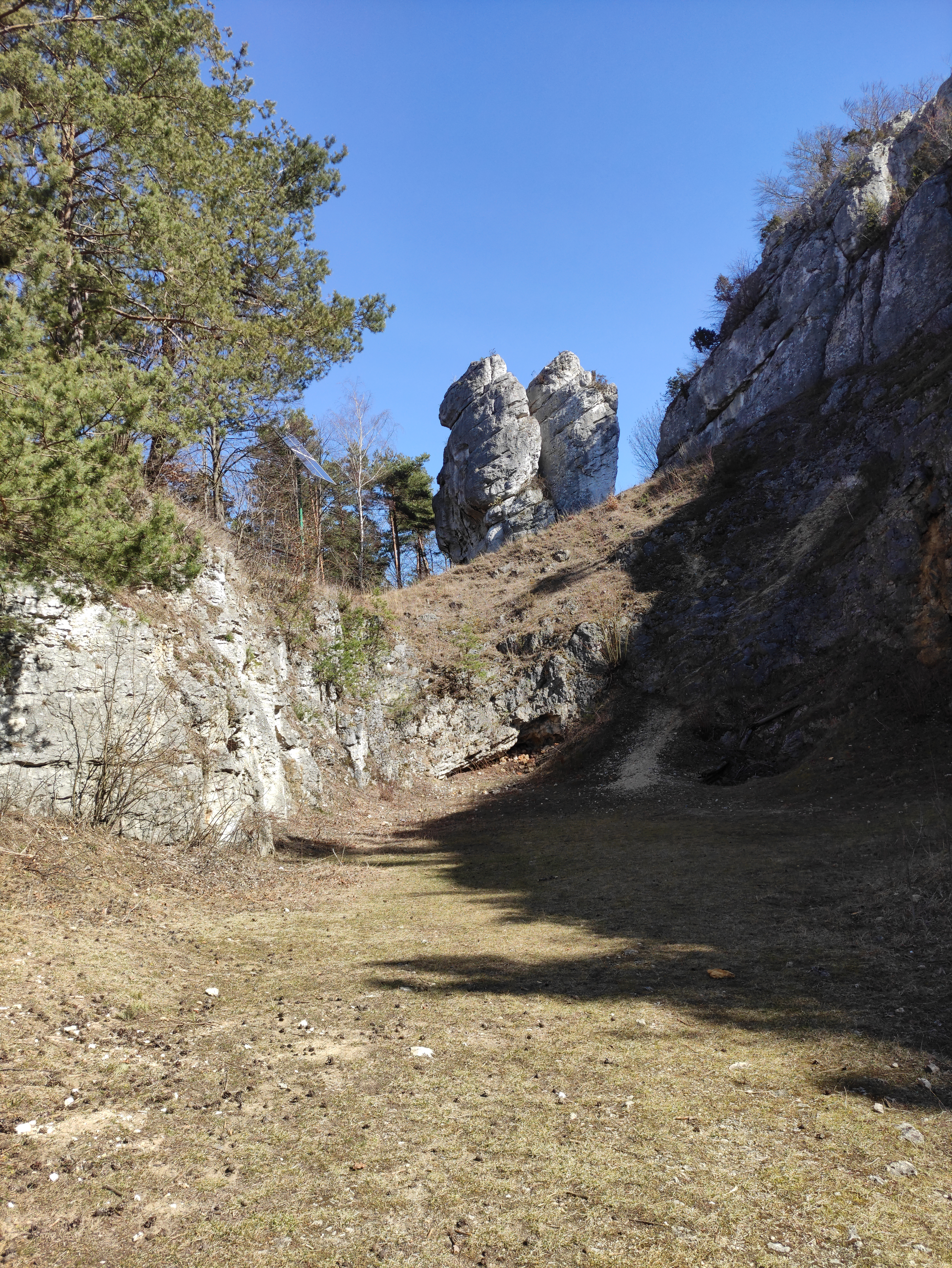
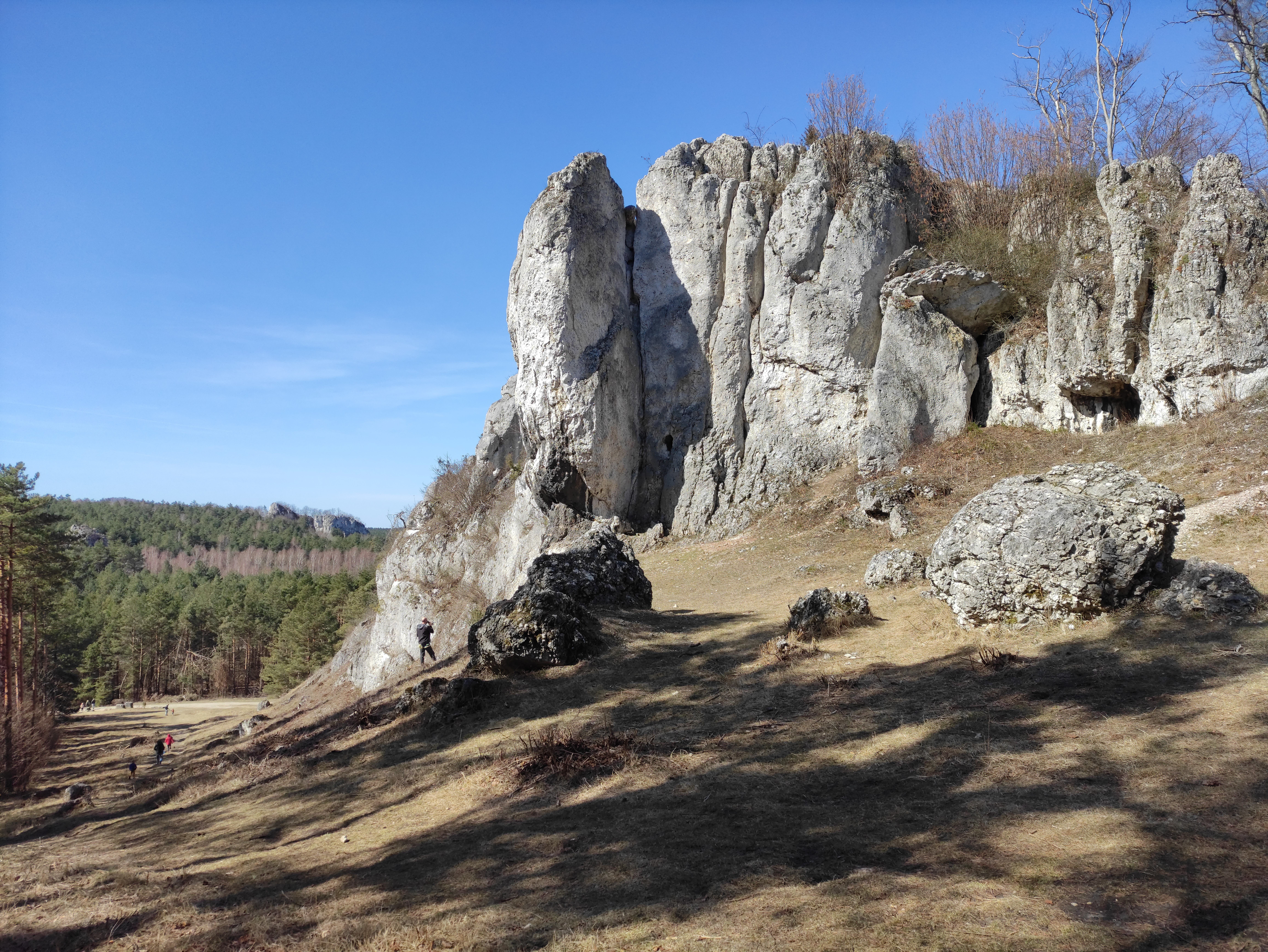
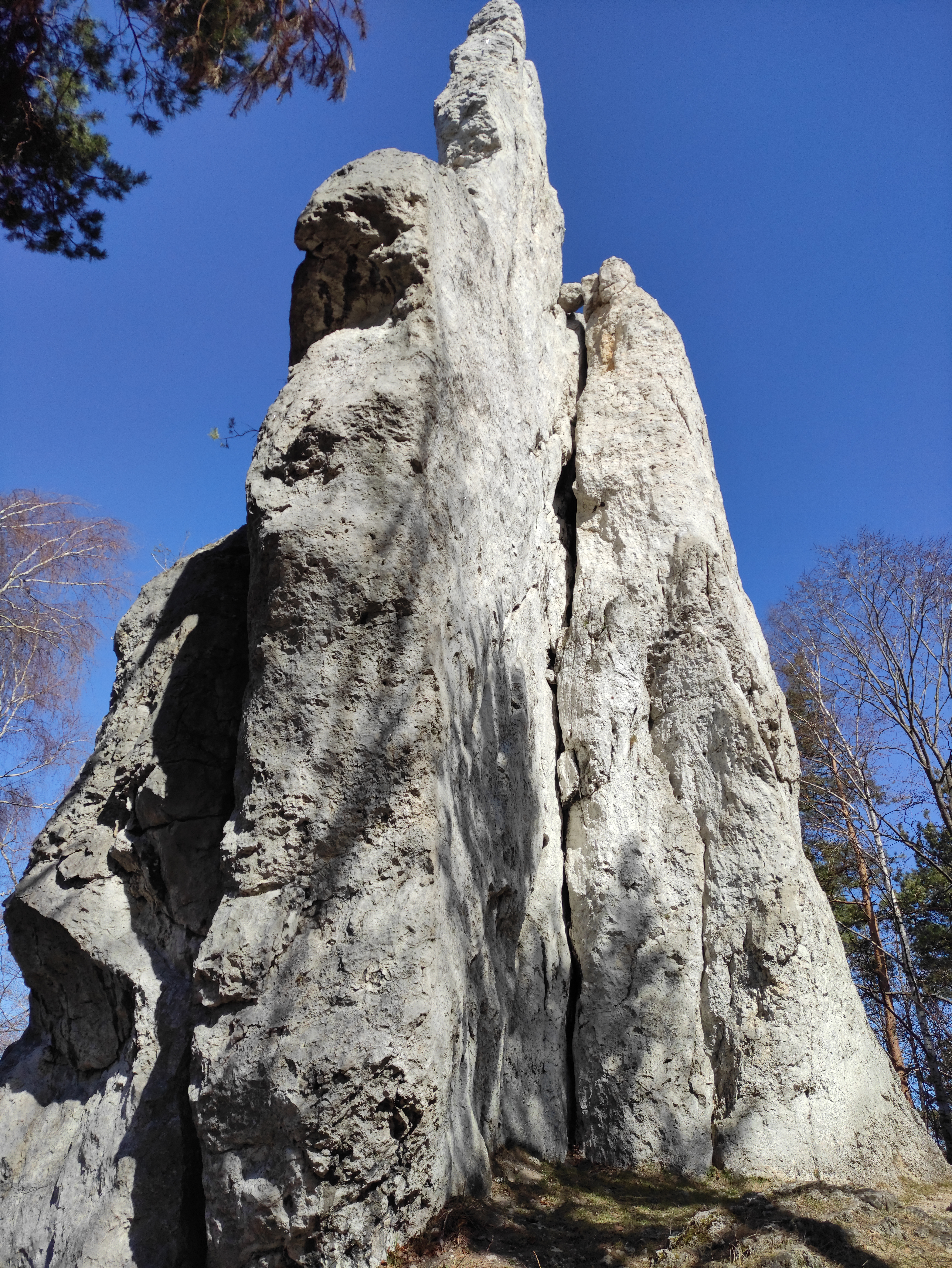
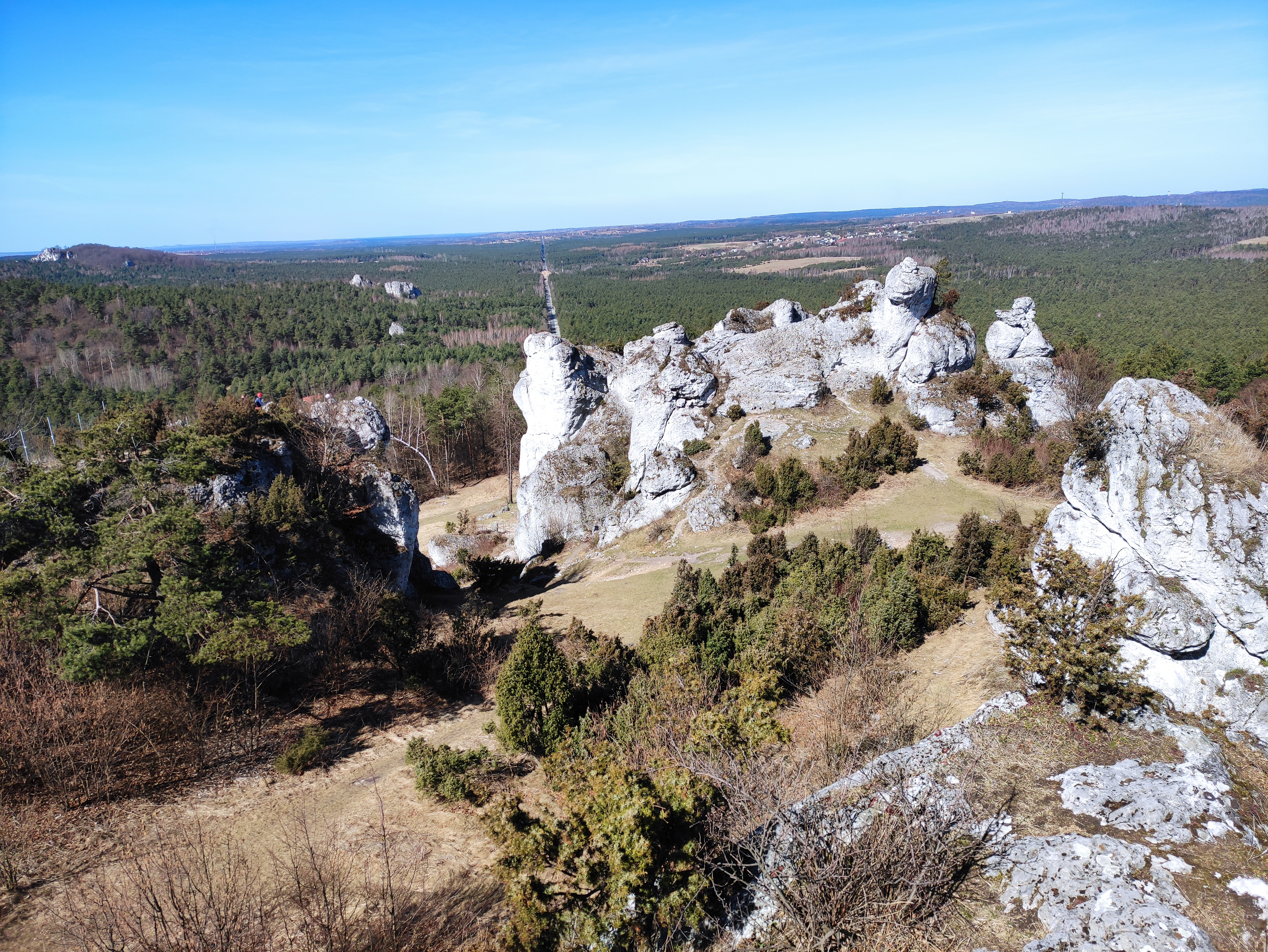
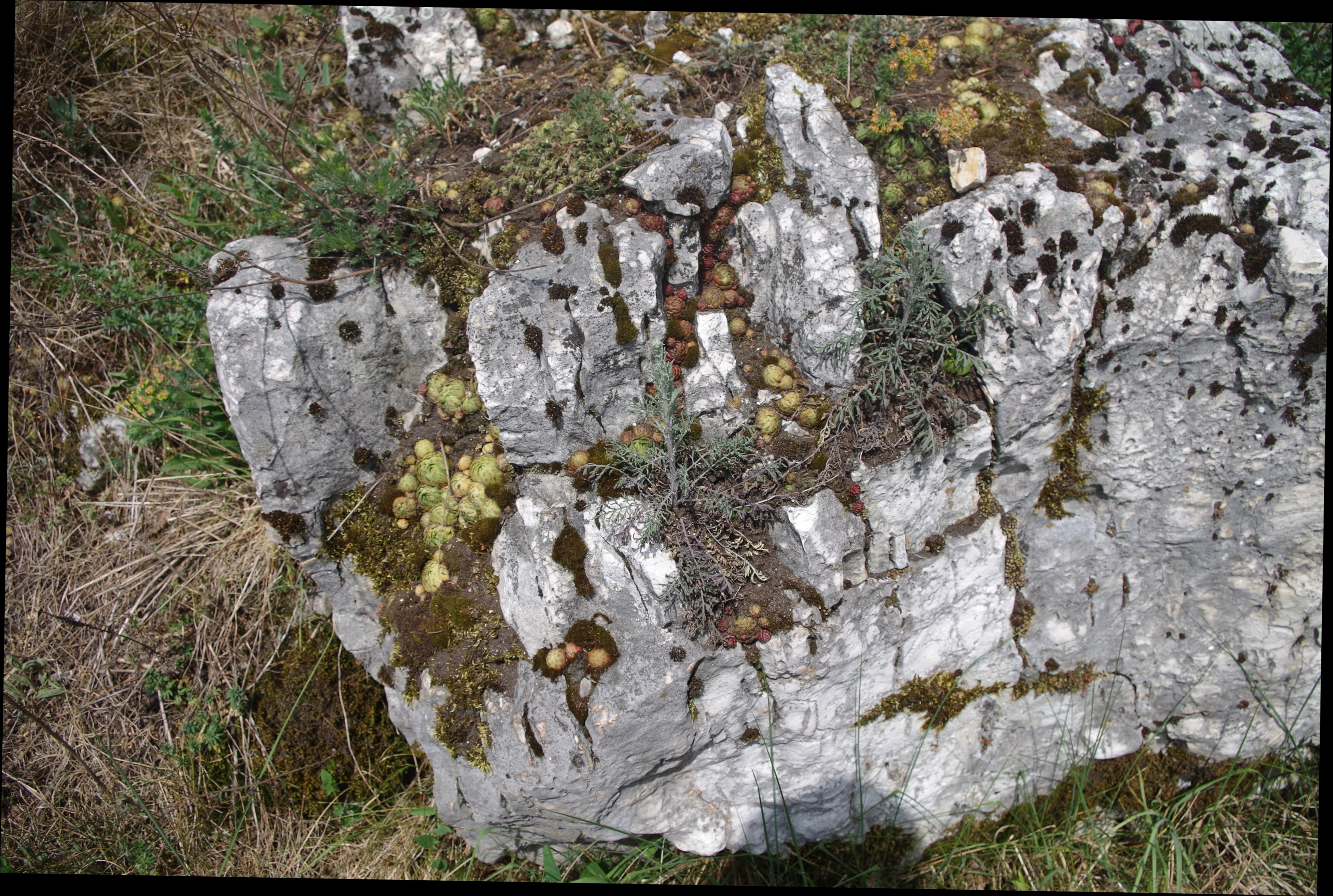